# Rio delle Torreselle

Le rio delle Torreselle (en vénitien: rio de le Toresele; canal des tourelles) est un canal de Venise dans le sestiere de Dorsoduro. Dans sa partie longue au sud, il est parfois appelé Rio Piccolo del Legname et dans sa partie nord, parallèle au Grand Canal, le Rio Pietre Bianche (en vénitien Rio delle Piere Bianche).

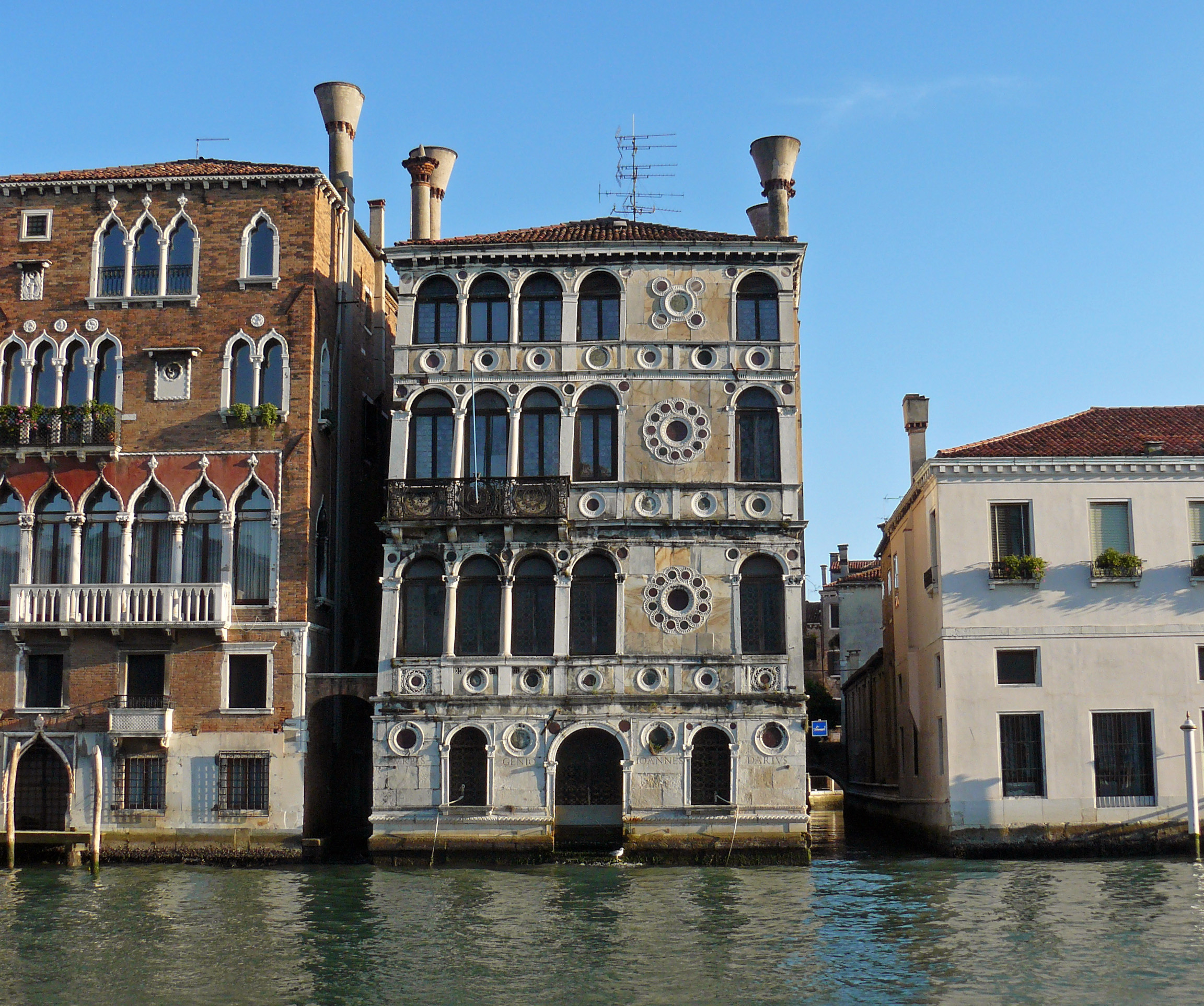
Embouchure du rio à droite du palais Dario

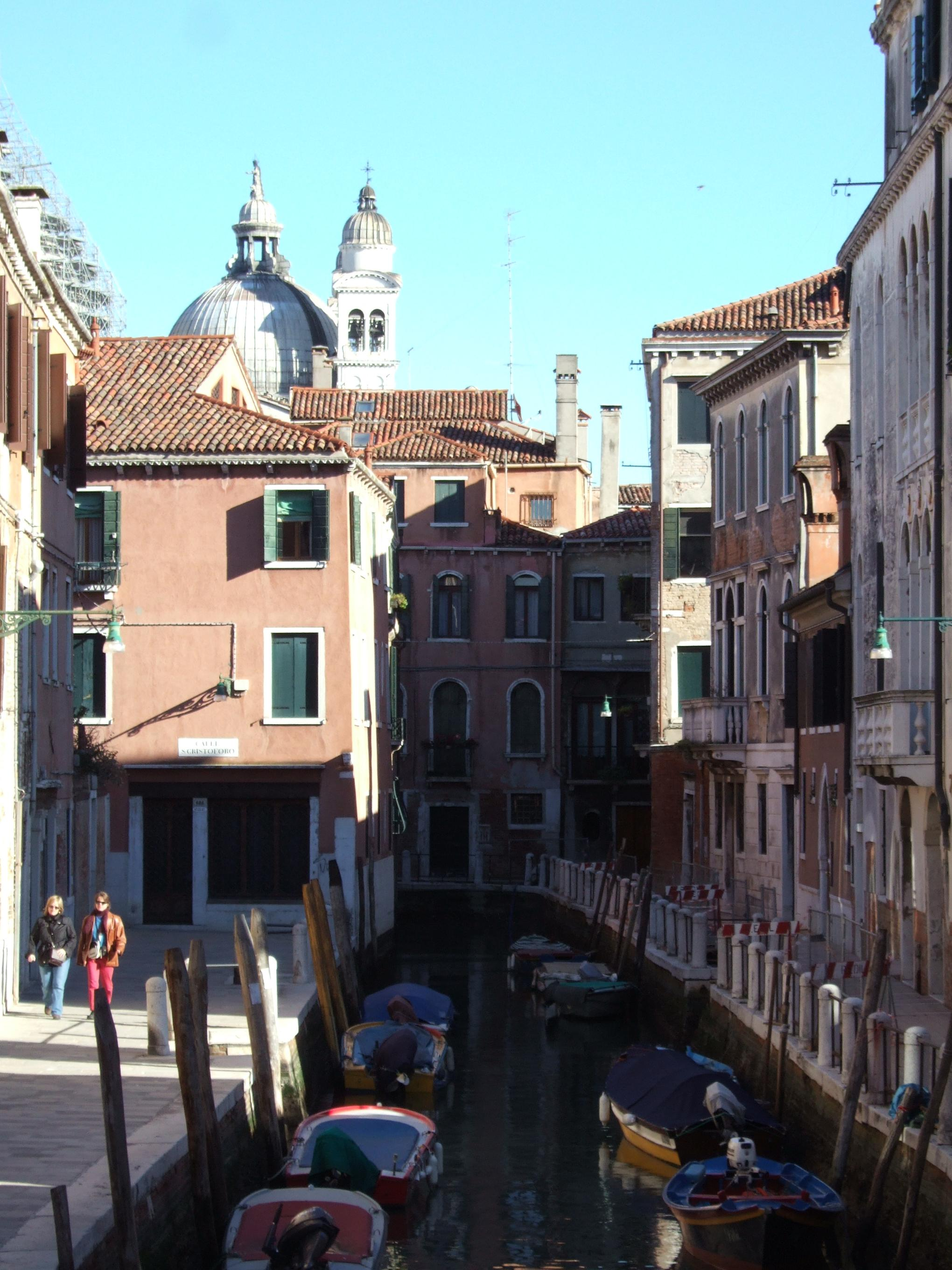
Vue du canal vers l'est du pont del Formager

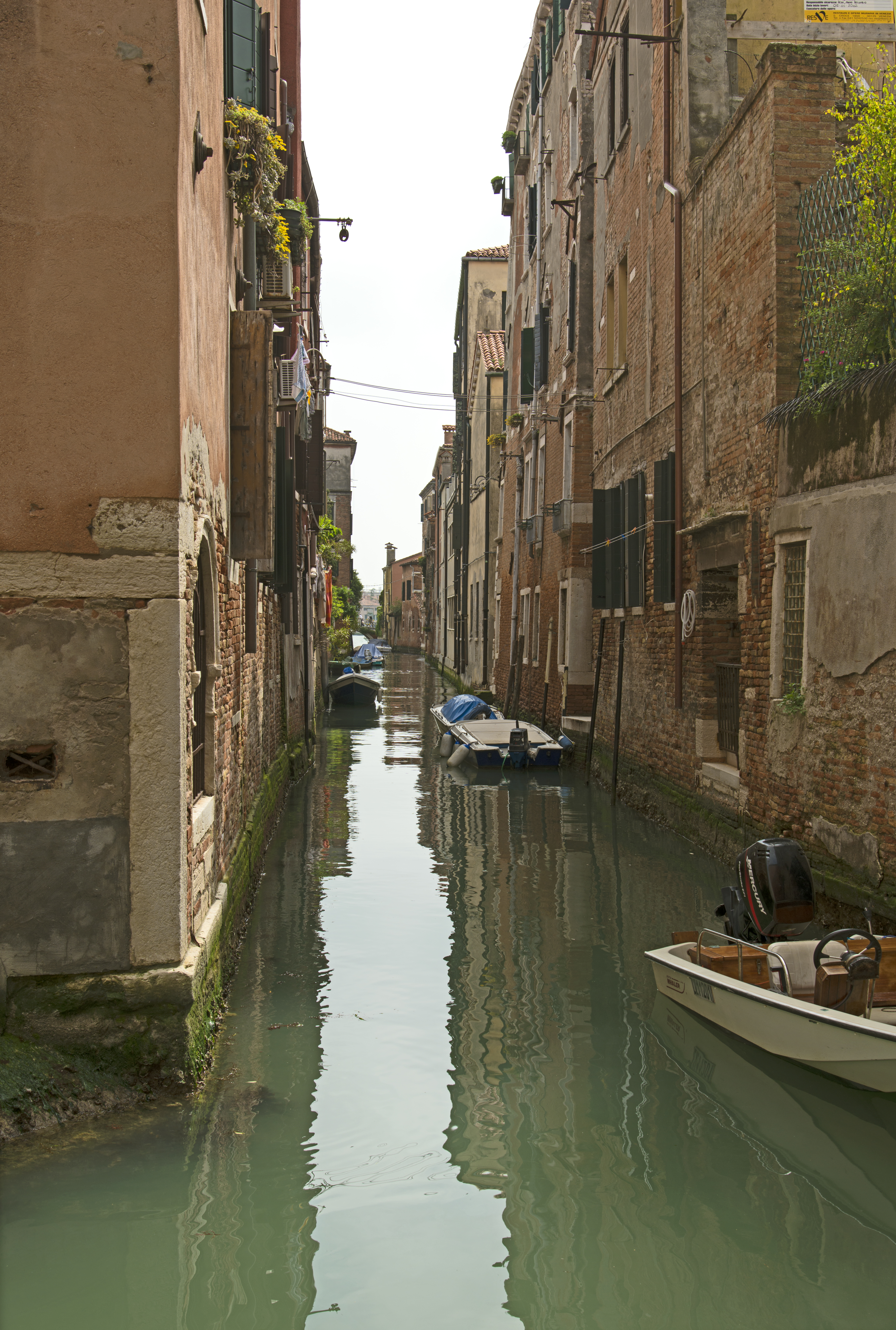
Rio Piccolo del Legname

## Toponymie
Un ancien palais coiffé d'une tour, maintenant détruit, fut appelé dalla Torresella, ce qui se mua ensuite en dalle Torreselle, surnom de la branche de la famille Venier, qui en fut propriétaire. Ce palais disposa d'une façade sur le Grand Canal et se situa à l'embouchure du rio. Au XVIe siècle il fut divisé entre diverses parties de la famille Venier : en 1571 Girolamo Venier légua à Laura, épouse de Polo Trevisan, et à Pietro Donà, pendant qu'une autre partie fut léguée en 1586 par la veuve du premier à l’archiconfrérie de San Rocco. Comme finalement tout l'immeuble tomba entre les mains des Donà, ceux-ci finirent par se surnommer aussi dalle Torreselle.
Ce rio fut aussi appelé Rio delle Piere Bianche, probablement à cause de la blancheur des pierres de la rive qui le bordait (appelée jadis Fondamenta Zorzi o Bragadin, de nos jours fondamenta Ospedaleto) et sur laquelle se trouva l'hôpital della Frescada.

## Description
Le rio du Toresele a une longueur d'environ 380 mètres. Il part du canal de la Giudecca vers le nord sur environ 350 mètres avant de faire un coude de 90° vers l'est dans sa partie Pietre Bianche et finalement de refaire un coude de 90° vers le nord juste avant son embouchure dans le Grand Canal.

## Situation
Ce rio débouche sur le Grand Canal entre le palais Venier dei Leoni (it) et le palais Dario.
Il longe :
- le fondamenta Ospedaleto dans sa partie Pietre Bianche ;
- l'hôpital des Incurables au coin du fondamenta Zattere.

## Ponts
Ce rio est traversé par trois ponts (du nord au sud) :

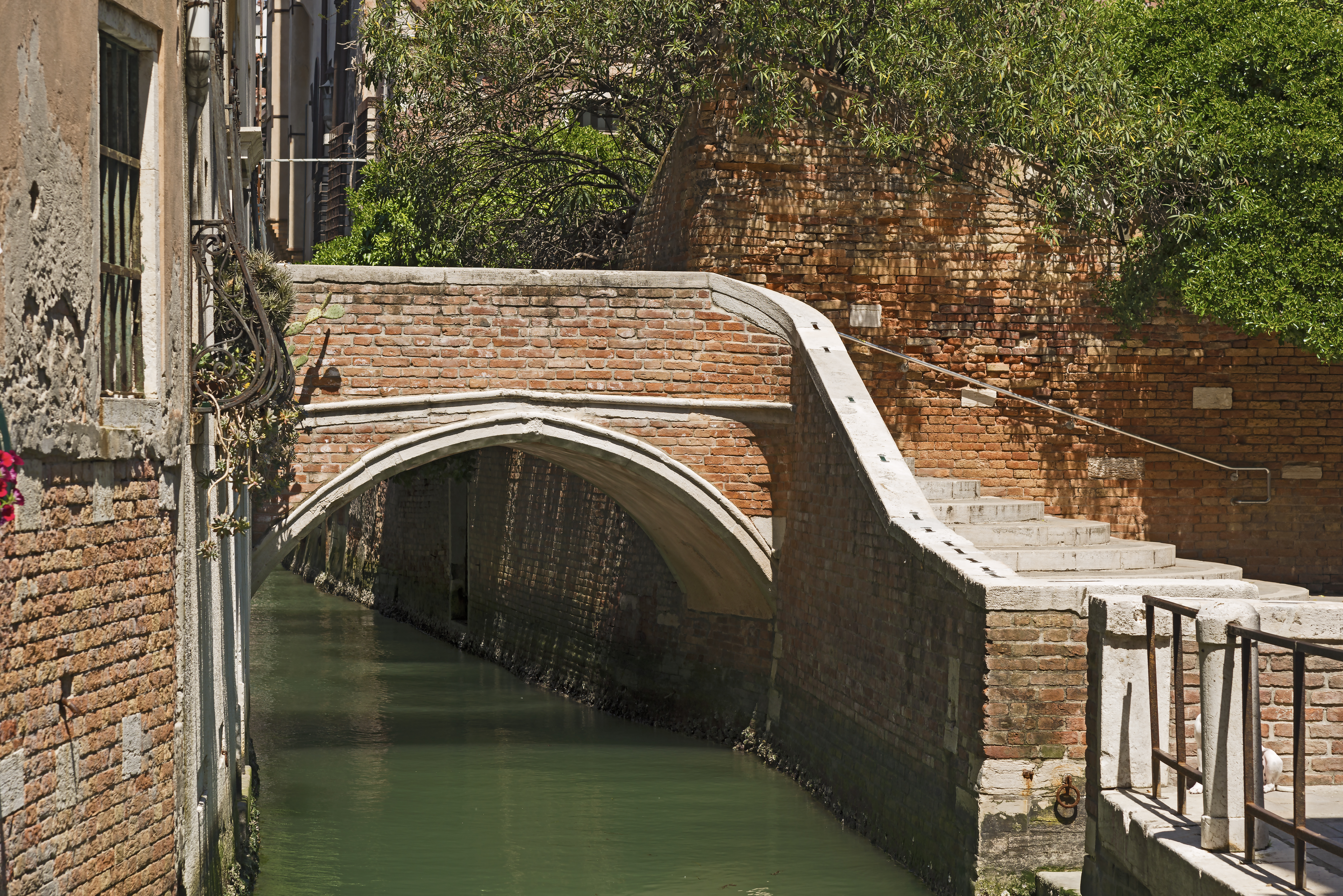
Ponte San Cristoforo reliant la calle éponyme avec le Campiello Barbaro
Ponte del Formagèr reliant Fondamenta Ospedaleto et Fondamenta Venier dai Leoni
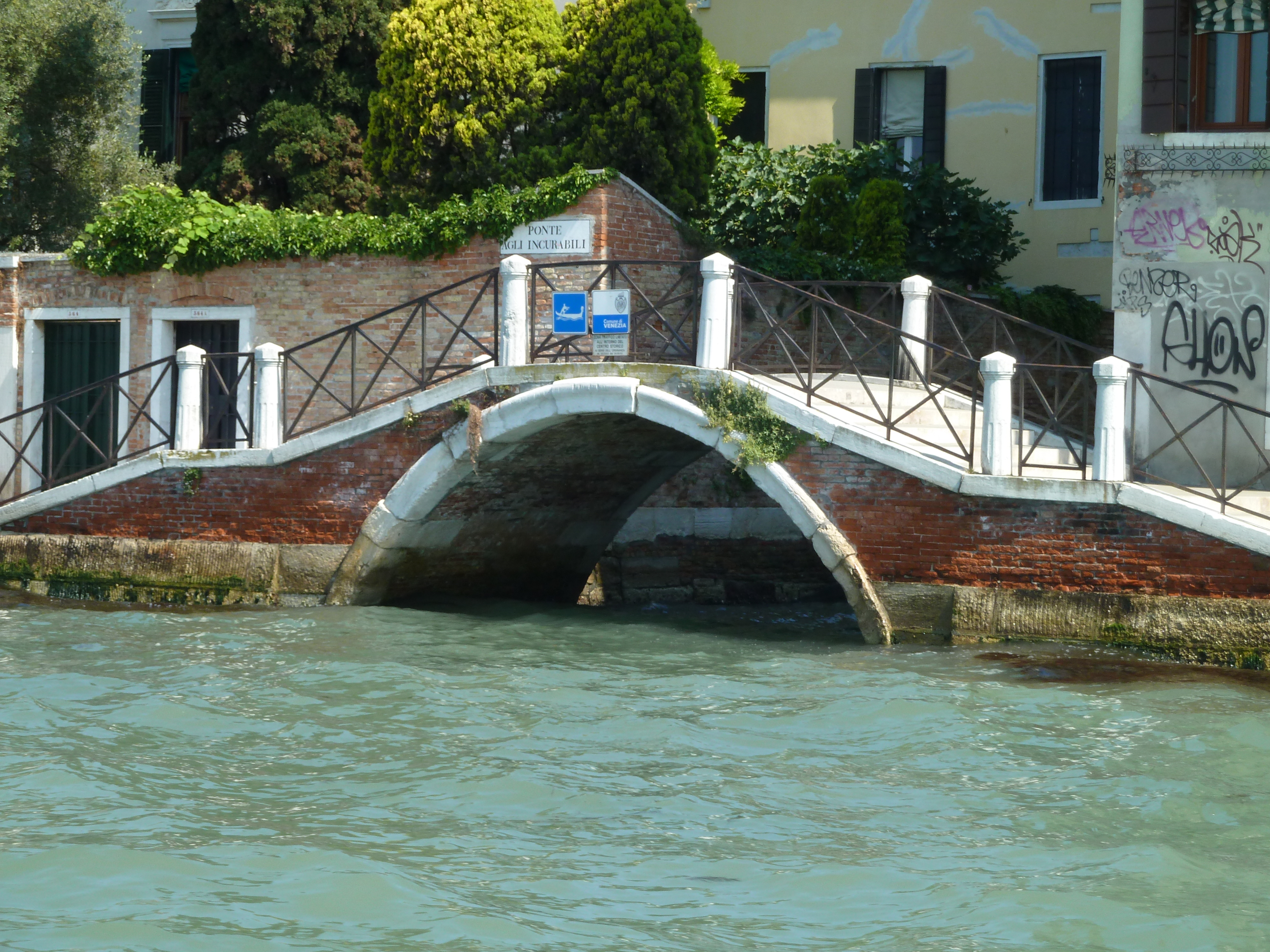
Ponte agli Incurabili reliant Fondamenta Zattere al Spirito Santo et ai Incurabili